# Reason (periodico)

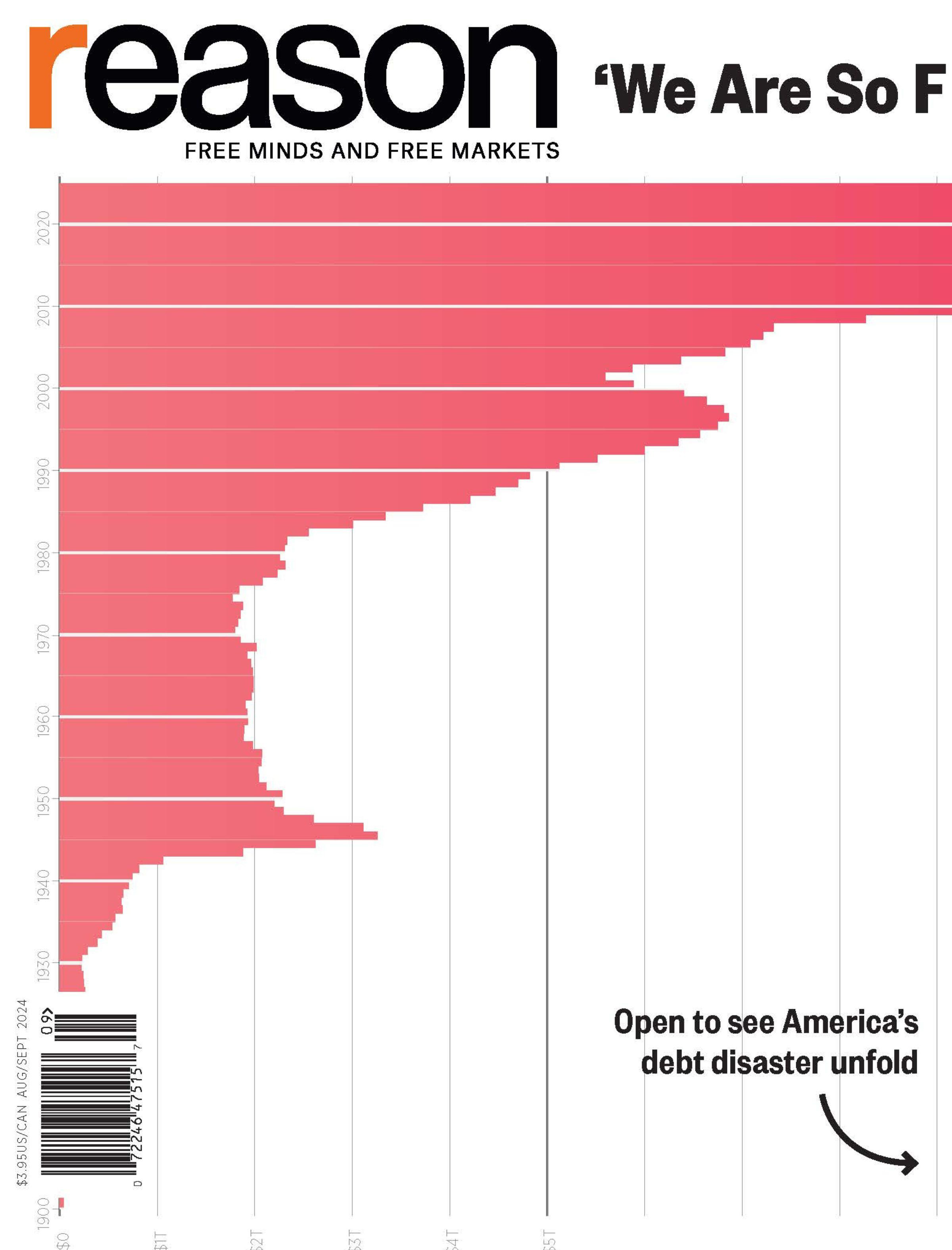
Copertina di agosto-settembre 2024

Reason è una rivista mensile statunitense fondata nel 1968, che promuove idee libertarie in politica ed economia. La rivista è stata inserita, nel 2003 e nel 2004, nella classifica delle 50 migliori riviste del Chicago Tribune.
Oltre all'omonimo sito, nato nel 1995, la rivista possiede anche Reason TV, un sito che produce video e documentari brevi.

## Firme
- Peter Bagge (anche vignettista)
- Brian Doherty
- Jim Epstein
- Milton Friedman
- Nick Gillespie
- Virginia Postrel
- Ayn Rand
- Murray Rothbard
- Thomas Sowell
- Thomas Szasz
- Eugene Volokh
- Cathy Young
- Marty Zupan